# 9145 Шустов
9145 Шустов (9145 Shustov) — астероїд головного поясу, відкритий 1 квітня 1976 року.
Тіссеранів параметр щодо Юпітера — 3,337.
Названо на честь Бориса Михайловича Шустова (нар. 1947) — заступника директора Інституту астрономії Російської академії наук, експерта в галузі астрофізики, відомий своїми дослідженнями в області утворення зірок і еволюції галактик та космічної астрономії. Був віце-президентом Європейського астрономічного товариства протягом 1993-2000 рр.